# United Artists Records
United Artists Records was een Amerikaans platenlabel, opgericht door United Artists in 1958 om de soundtracks te distribueren van haar films.

## Geschiedenis
Het label werd populair in de jaren 60 met albums van de Bond- en Beatles-films. Gordon Lightfoot nam zijn eerste grote album op voor United Artists Records in de jaren 1966-1969. In 1969 nam United Artists Records het label Liberty Records en zijn dochteronderneming Imperial Records over. Rond deze tijd werd Blue Note Records erbij gekocht.
De betrokkenheid van United Artists met jazzmuziek was beduidend, vanwege albums door Duke Ellington en Art Farmer. Toch zijn er slechts paar jazztitels uitgekomen na 1963. Rond 1966 werd een dochteronderneming opgestart, genaamd Solid State Records die tot 1969 bestond.
EMI kocht United Artists in 1979 en absorbeerde zijn artiesten in EMI's wereldwijde operaties, wat ervoor zorgde dat de naam van het platenlabel weer terugkeerde naar de naam van de filmmaatschappij. Het Liberty label was kort teruggekeerd voordat het label werd geabsorbeerd door EMI. Liberty Records bestond weer tussen 1980 en 1986. Veel albums van de United Artists Records catalogus werden overgenomen door Liberty in deze jaren. Twee merkwaardige uitzonderingen waren een paar van de Beatles-albums die niet werden uitgegeven door EMI in de Verenigde Staten: Het soundtrackalbum A Hard Day's Night, en Let It Be. (Let It Be was uitgebracht door Apple Records maar was gedistribueerd door United Artists in de VS). De twee albums werden opnieuw uitgebracht door Capitol Records, dat al de rest van de Beatles-catalogus bezat. De voornaamste artiest van Liberty was Kenny Rogers. Hij had een platencontract getekend in de jaren zeventig. Hij had veel hitsingles en albums.
Het laatst uitgebrachte album was de soundtrack voor de film Who Framed Roger Rabbit.